# Dóka Klára
Dóka Klára (Léva, 1944. február 25. – 2012. november 15.) magyar levéltáros, történész, a Magyar Tudományos Akadémia doktora.

## Élete
1947-ben a Beneš-dekrétumok miatt magyar hivatalnok szülei elvesztették állásukat, ezért egy öccsével áttelepültek Magyarországra. Itt két további öccse született. Saját családja nem lévén, legidősebb öccse unokáját nevelte 16 évig.

### Szakmai tevékenysége
1968-ban végzett az Eötvös Loránd Tudományegyetem magyar–történelem szakán. 1969-ben doktorált, 1974-ben megszerezte a történelemtudományok kandidátusa, 1996-ban az akadémiai doktori fokozatot. Diplomája átvétele után levéltári területen dolgozott, tudományos kutatásai mellett részt vett a levéltárosok szakmai képzésében is. Munkatársa volt Budapest Főváros Levéltárának, 1974-től az Országos Vízügyi Levéltárnak, 1984-ben az Új Magyar Központi Levéltár munkatársa lett (mely 1992-ben beleolvadt a Magyar Országos Levéltárba).
Emlékére alapították a Dóka Klára-díjat, melyet minden évben a maga területén a levéltárban kiemelkedő munkát végző kollégáknak ítélnek oda.

## Tudományos munkássága
Kutatási területeit a forrásanyag közelsége és a rendelkezésre álló idő minél jobb kihasználása miatt a mindenkori munkahelyi kötöttségek befolyásolták. Az általa feldolgozott témák alapvetően a 18-19. század gazdaságtörténetére (céhes kézműipar, világi és egyházi uradalomtörténet, egyháztörténet, molinológia, térképezéstörténet) vonatkozó ismereteinket teszik teljesebbé. Megjelent művei között igen nagy számban szerepelnek levéltári segédletek (térképtári repertórium, katalógus, módszertani tanulmányok), illetve az utóbbi években a közép- és felsőfokú levéltári tanfolyamokhoz készült tankönyv. Oktatóként is jelentős részt vállalt a levéltárosok képzésében.
A kézművesipar-történeti kutatásait még egyetemistaként kezdte meg. A szemináriumi dolgozatából ugyanis előbb – a teljes forrásanyaggal kibővítve – szakdolgozat, majd doktori disszertáció, 1974-ben pedig sikeresen megvédett kandidátusi értekezés lett. A VEAB Kézművesipar-történeti Munkabizottság alapító tagja, az 1990-es években két cikluson át elnöke is volt.
Gyömrőn temették el.

## Művei
- 2004-ig megjelent, mintegy 400 publikációjának ismertetését lásd: MTA VEAB Kézművesipar-történeti Munkabizottsága – Kutatói életművek 1. Összeállította, szerkesztette és a köszöntőt írta: Szulovszky János. Budapest – Veszprém, 2004. 28 o.[halott link]
- A Körös- és Berettyó-völgy gazdálkodása az ármentesítés előtt és után; Békés Megyei Levéltár, Gyula, 2006 (Közlemények Békés megye és környéke történetéből)

## Díjai
- Pauler Gyula-díj (1992)
- Széchényi Ferenc-díj (2003)
- Ember Győző-díj (2006)